# Принсенхоф (Гент)

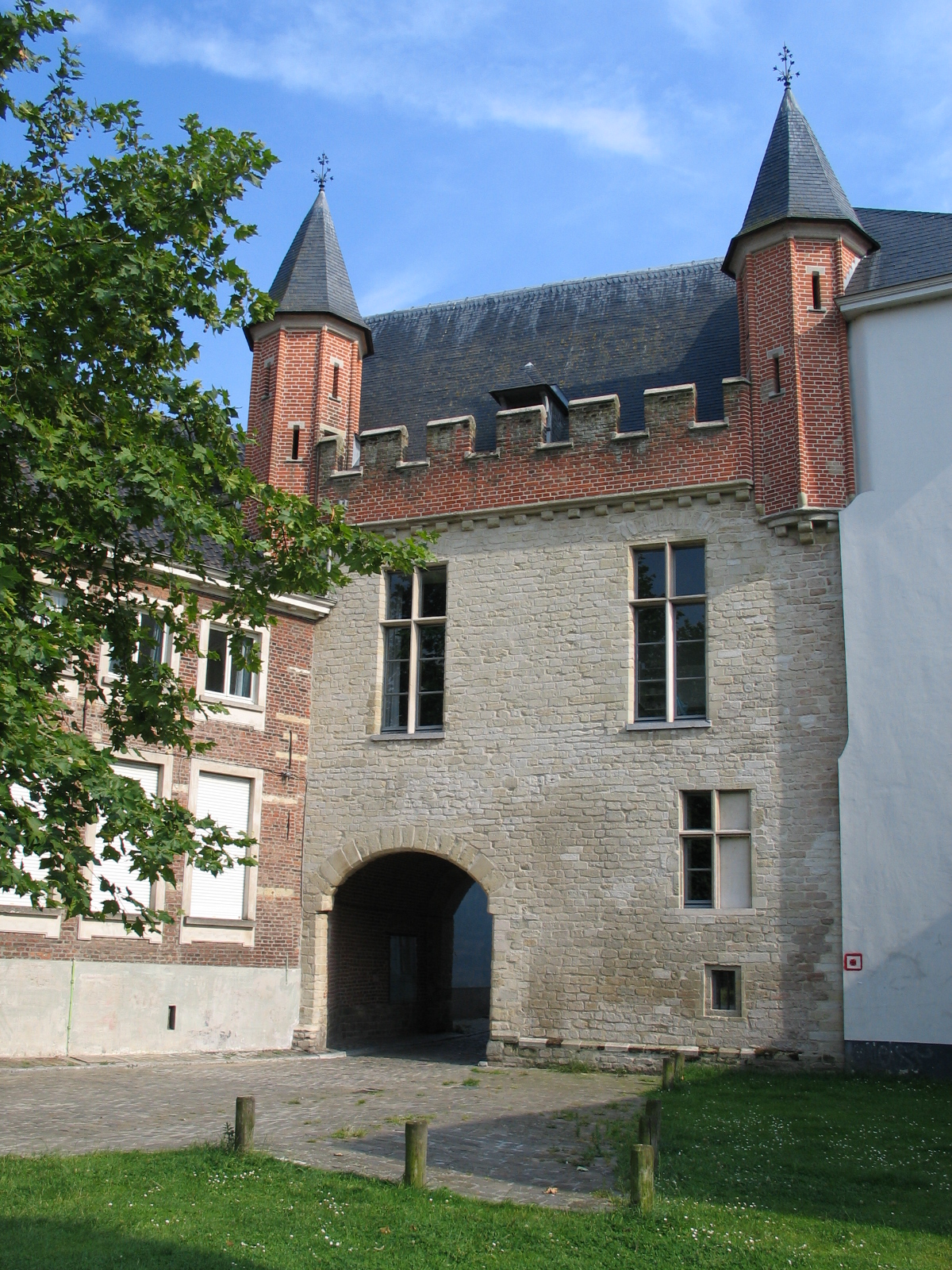
Тёмные Ворота Хофа тен Валле

Принсенхоф (нидерл. Prinsenhof) — один из исторических районов города Гент, который появился вокруг бывшего дворца Хоф тен Валле, резиденции бургграфа Гента. Хоф тен Валле является местом рождения Карла V Габсбурга, позднейшего императора Священной Римской империи, родившегося 24 февраля 1500 года. С того времени Хоф тен Валле называют Принсенхофом. Сейчас Принсенхоф является жилым кварталом Гента.

## История
Граф Бодуэ́н V Благочестивый граф Фландрии отдал это болотистое место в аренду бурграфу Хюго II и его жене Оде в 1064 году. Там в XIII веке был построен дворец типа Мотт и бейли. Гравенстен, замок графов Фландрии, не был приспособлен для постоянного проживания и использовался как временная резиденция графа. Александр (Сандер) Браам де ла Лун (нидерл. Alexander Braem de la Lune) стал его владельцем в 1231 году. Сохранившееся название улицы Сандервал (нидерл. Sanderwal) по соседству с Принценгофом напоминает о владельце.
В 1323 году здание перешло в собственность итальянского политика и финансистa Симона де Мирабелло (нидерл. Simon de Mirabello), который был убит жителями Гента в 1346 году. Он был зятем наместника графа Фландрии Людовика (Луи) I Неверского. В 1340 Людовик (Луи) II Мальский перестроил здание в роскошную резиденцию для графов Фландрии. Филипп I Красивый, герцог Бургундии, окружил территорию каменной стеной. Вокруг главного здания был также выкопан ров для лучшей защиты территории. Ров был связан с каналом Ливе, вырытым в 1251 году и с каналом Бегинок (нидерл. Begijnengracht). Рядом с Тёмными Воротами, северными воротами Принсенхофа, находился пруд, который тоже был связан с Ливе. Хоф тен Валле являлся местом Joyeuse entrée (нидерл. Blijde Inkomst; дословно «радостный въезд») — торжественного вступления Максимилиана I в город после его брака с Марией Бургундской в августе 1477 года.
Хоф почти совсем исчез, кроме северных ворот, которые сейчас называются Тёмными Воротами. В Принсенхофe находился в XIV веке также (сегодня уже недоступен) Двор (хоф) Львов, который напоминал зоологический сад. В 1360 году один из львов сбежал и убил трёx человек. Зоологический сад существовал до XVII века. В 1650 году он был продан ордену кармелитов, которые разбили здесь сады для своего монастыря (сейчас Бургстраат, нидерл. Burgstraat). Большой арковый проход жилья барона Jean-Baptiste Bethune (1821—1894) на улице Принсенхофа является остатком подсобных строений старого Хофа тен Валле. В XVII веке, после правления эрцгерцога Альбрехта VII Австрийскогo и Изабеллы Клары Евгении Принсенхоф пришёл в упадок и был продан. Ров вокруг замка был засыпан землёй.
В итоге в 1793 году на руинах Принсенхофа построили рафинадный и мыловаренный завод, а позднее бумагопрядильную фабрику. В 1832 западная часть руин сгорела и в 1870 году почти всё исчезло кроме Тёмных Ворот.

## Карл V Габсбург и Носители петель

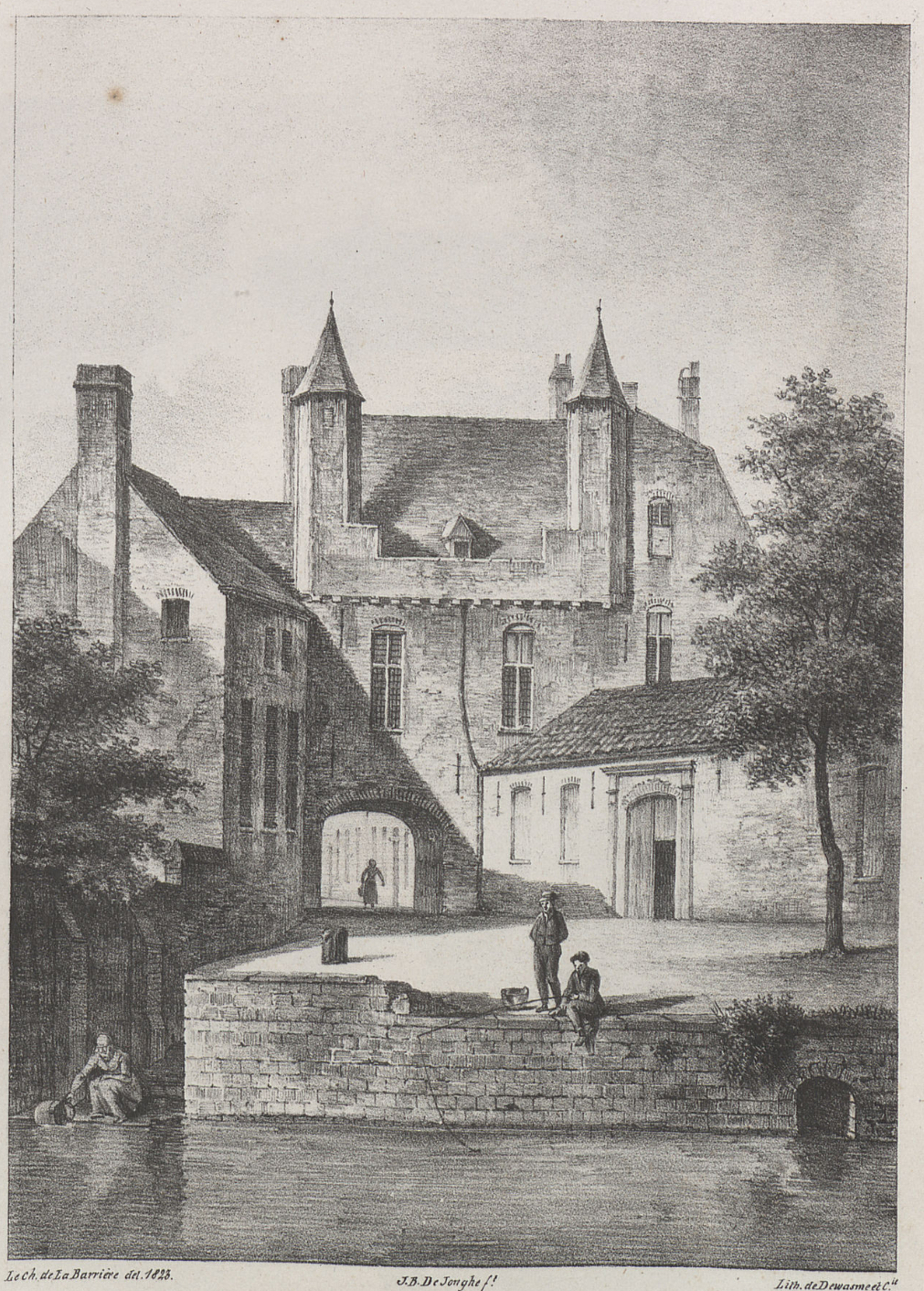
Принценгоф в 1823 году

Из-за сопротивления гентских граждан новым налогам, установленным Карлом V Габсбургом, ему пришлось вернуться в свой родной город. Он несколько раз встретился с представителями городской управы Гента и наложил санкции 30 апреля 1540 года после Гентского Восстания. В Большом зале Принсенхофа Карл V представил Concessio Carolina, (нидерл. stadskeure) указ, который в средневековье присваивал молодым городам или поселениям статус городa. Несколько гентских жителей заставили стоять на коленях перед Карлом с петлями вокруг шеи. 17 из них были обезглавлены, один сожжён. Этот указ на самом деле положил конец городской автономии Гента, и кроме того укрепил княжескую власть правительства Фландрии. Это событие вспоминают до сих пор каждый год Процессией носителей петель.
Гентское Восстание было направлено против Карла V Габсбурга и его непопулярных мер с 1539 по 1540 год. Поводом восстания было явное недовольство жителей Гента и городского правления высокими налогами, наложенными наместницей Карла V, Марией Австрийской в 1537 году. Этот налог должен был финансировать захват Италии. Графству Фландрии пришлось заплатить 1,2 миллион гульденов. Все провинции согласились, только Гент отказался. Недовольство фискальной политикой римского императора росло в Генте, где 28 августа 1537 года императорский указ Карла Габсбурга, который сильно ограничивал городские привилегии Гента, был публично разорван. Это явилось настоящим нарушением суверенитета Kарла V, римского императорa, который в Гент прибыл 14 февраля 1540 года с большой армией с целью подавить восстание. После того как ему это удалось, он принудил гентских аристократов ходить перед ним босиком с петлей вокруг шеи. С тех пор граждан Гента называют «Носителями петлей».